# Paula Malatesta
Paula Inês Malatesta (em italiano:  Paola Agnese; Pésaro, 1393 — Mântua, c. 28 de fevereiro de 1449) foi uma nobre italiana. Ela foi a primeira marquesa de Mântua pelo seu casamento com João Francisco Gonzaga. Ela teve um papel significativo e influente na corte de Mântua, em vários aspectos: político, cultural, financeiro e religioso. Além disso, também foi mecenas e fundadora de casas religiosas da Ordem de Santa Clara. É considerada beata pela Igreja Católica.

## Família
Paula foi a segunda filha e terceira criança nascida do condotiero Malatesta IV Malatesta, senhor de Pesaro e Fossombrone, e de Isabel de Varano de Camerino.
Os seus avós paternos foram Pandolfo II Malatesta e Paula Orsini. Os seus avós maternos foram Rodolfo II da Varano e sua esposa de nome desconhecido.
Ela teve vários irmãos, que eram: Galeácio, sucessor do pai, e marido de Batista de Montefeltro, uma poeta renascentista que foi a primeira mulher na Itália a ter feito um discurso público em latim; Carlos II, marido de Vitória Colonna, sobrinha do Papa Martinho V; Galeoto, Pandolfo, arcebispo de Patra, Cleofa, esposa do déspota Teodoro II Paleólogo e Tadeia, esposa de Ludovico Migliorati, marquês de Ancona e senhor de Fermo.

## Biografia
Paula tinha uma deformidade na coluna vertebral, assim como o irmão, Pandolfo.
 Ela costumava visitar a cidade de Petriolo para tratar das dores nas articulações resultantes de suas costas curvadas, com as águas quentes e sulfurosas das termas, no verão. Uma vez ela chegou a visitar a cidade junto ao pai, e lá permaneceu durante seis meses. Ela era considerada inteligente e bonita.
As relações de Paula com o pai, o senhor de Pésaro, foram afetuosas e frequentes. Assim supõe-se que o pai de Paula, soldado segundo a tradição familiar, e poeta por opção pessoal, teve uma influência profunda sobre a educação de uma filha por quem encontrou nas cartas acentos de afeto profundo e verdadeiro.

### Casamento
O casamento com João Francisco Gonzaga veio a coroar um costume entre as duas dinastias nascido nas décadas finais do século XIV, e consolidado por duas uniões anteriores: a de Francisco I Gonzaga  com Margarida Malatesta, pais do noivo, e a de Carlos I Malatesta de Rimini com Isabel Gonzaga, irmã de Francisco I. Carlos Malatesta, nomeado por testamento de Francisco IV como guardião do jovem João Francisco, juntamente com a República de Veneza, consolidou a sua influência sobre Gonzaga ao concluir com sucesso o casamento, já acordado por Francisco Gonzaga, com a sua parente de sangue, Paula.
João Francisco, o primeiro príncipe renascentista da família Gonzaga, era um ótimo soldado como seus ancestrais, além de ser um homem culto, interessado na arte e em erudição.

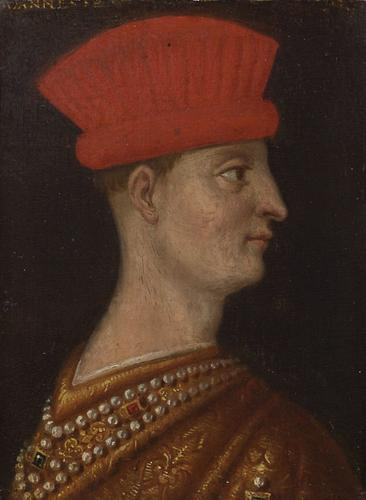
O marquês de Mântua, marido de Paula, num retrato do século XVI por autor desconhecido, em exibição no Museu de História da Arte em Viena.

O seu futuro marido, o senhor de Mântua, deixou a cidade de Mântua no mês de julho de 1409. Em 22 de agosto, foi assinada, em Pésaro, a escritura notarial na qual Paula renunciou formalmente a qualquer reivindicação para si e para os seus herdeiros da herança paterna e materna, sem prejuízo do dote fixado em 5.000 florins de ouro. Foi nesse mesmo dia, 22 de agosto de 1409, que os dois se casaram, quando a noiva tinha cerca de 16, e o noivo tinha por volta de 14 anos. As festividades do casamento foram prolongadas e magníficas. No torneio para celebrar a união, 40 dos cavaleiros que participaram eram da família Gonzaga.
Os jovens esposos regressaram à Mântua apenas no início de janeiro do ano seguinte. A festa de casamento na cidade foi celebrada em 18 de janeiro de 1410, como se verifica numa lista de presentes recebidos pela noiva naquela ocasião.
O fato de ter sido o segundo casamento Malatesta dos senhores de Mântua fez com que Paula pudesse usufruir de numerosos bens, joias, baús e diversos objetos pessoais que já tinham pertencido à sua falecida sogra, Margarida, e marcados com o brasão de armas duplo Gonzaga-Malatesta, que lhe foram entregues em fevereiro de 1410. Por outro lado, o problema do dote arrastou-se durante muitos anos, apesar de uma escritura notarial ter sido lavrada em Mântua, em 23 de abril de 1410, para testemunhar o pagamento esperado. Algumas lacunas no texto levaram Francesco Tarducci a acreditar que a escritura foi previamente preparada, mas isso não ocorreu de fato. O testamento do pai da jovem, redigido em 4 de abril de 1422, também exortava seus filhos a pagarem a senhora Paula o que era devido a ela (como jure institucional) pelo seu dote, bem como um legado paterno de 2.000 ducados que serviria para saldar uma dívida contraída por Malatesta IV com sua filha, montantes que, tendo em conta as condições de profundo endividamento do testador e, posteriormente, dos seus herdeiros, é altamente duvidoso que tenham sido pagos.
João Francisco e Paula tiveram sete filhos, quatro meninos e três meninas. Igual à sogra, Margarida Malatesta, ela introduziu uma doença na família Gonzaga; desta vez era cifose, que se manifestou nas gerações seguintes até Guilherme Gonzaga.

### Vida na corte
Em geral, Paula mantinha relações próximas e duradouras com seus familiares, mesmo nos momentos de maior dificuldade para o ramo Pésaro da família, interpondo-se ao marido sempre que era possível e necessário para fortalecer, sobretudo, a posição de Galeácio, que sucedeu ao pai no vicariato de Pésaro, em 1429. Em particular, manteve uma rica correspondência com sua cunhada Batista de Montefeltro, esposa de Galeácio, provavelmente devido às afinidades religiosas. Assim como a sua sogra, Margarida Malatesta, que, no passado,  , também havia feito parte de uma rede de comunicações com as cortes de Ferrara, Rimini e Pésaro, a qual incluía as nobres Alda d'Este, Isabel e Margarida Gonzaga, Paula também manteve correspondências ativas com Batista e seus parentes, inclusive o pai, o poeta Malatesta, a qual também conectava os estados de Mântua, Ferra, Pésaro, e, agora, Urbino. Paula também trocava cartas com a religiosa Catarina de Bolonha, uma parente, parte da Ordem de Santa Clara, que foi declarada santa pela Igreja.
Os anos entre 1409 e 1414 foram os anos da libertação progressiva de João Francisco, cada vez mais adulto, das influências externas: primeiro se livrou do tutor Carlos Malatesta, depois dos poderosos conselheiros de Albertini, que cresceram à sua sombra. A historiografia atribui à Paula um papel significativo neste contexto, alinhado com a imagem mais geral que tem sido transmitido dela como uma mulher responsável, atenta, por vezes mais firme e presente que o marido.
No conflito entre 1413 e 1414 entre o partido Malatesta de Carlos e seu irmão Pandolfo, senhor de Bréscia, contra o imperador Sigismundo do Sacro Império Romano-Germânico, apoiado no lado contrário por Carlos Albertini da Prato, conselheiro de Gonzaga e seus irmãos, inicialmente para obter o título de marquês Gonzaga, e depois para substituí-lo. Paula, naturalmente, ficou do lado dos Malatesta. Ao mesmo tempo, no entanto, pressentia o perigo que poderia advir para o domínio Gonzaga do que parecia se configurar, em 1414, como uma verdadeira conspiração do partido Albertini. Como foi efetivamente demonstrado por uma pesquisa recente de Evelyn Welch, os dois jovens senhores de Mântua tinham, entre outras coisas, uma grande dívida com a família Albertini, que tinha crescido em influência e poder na cidade. Assim, a conspiração, descoberta e suprimida na primavera de 1414, teve como resultado político o realinhamento imediato dos Gonzaga para o lado veneziano, e, como efeito duradouro, uma desconfiança definitiva de João Francisco na criação e manutenção no Estado de figuras predominantes de favoritos, além do confisco de um patrimônio deste porte (nas casas da família Albertini, os Gonzaga teriam encontrado 120.000 ducados de ouro) para restaurar por algum tempo a estabilidade de suas finanças. Paula, por sua vez, provavelmente viu fortalecida sua autoridade pessoal, bem como sua autonomia financeira: de fato, de seus livros contábeis parece que das quantias confiscadas da família Albertini, ela recebeu do marido, no verão de 1414, a considerável soma de 38.444 ducados.
Em 1432, o senhor de Mântua tornou-se o comandante do exército da República de Veneza. Já no ano seguinte, na data de 22 de setembro de 1433, após um pagamento de 120.000 florins, o imperador Sigismundo, elevou João Francisco ao título de marquês. Mais tarde, ele se aliou à família Visconti, rivais do Papa. 
A figura de Paula emerge das fontes segundo uma oscilação significativa: por um lado, a religiosidade sincera e, mais geralmente, uma atenção contínua à espiritualidade, pontuam a sua biografia com episódios que pintam a figura dela como uma educadora sensível e atenta, e de uma mulher de sentimento religioso intenso e coerente. A sobrevivência dos livros de contas pessoais da marquesa, um acontecimento decididamente raro para este período, revela os lados mais meticulosos e prudentes da sua figura pública como senhora e marquesa. Ela deve ter tido um peso político considerável se, em 1429, o senado veneziano dispôs-se a prestar-lhe uma homenagem especial durante uma visita a Pádua: em latim: «quod ipsa domina quodammodo gubernat ipsum dominum et statum suum» ("que a própria senhora de alguma forma governe o próprio senhor e seu estado"). Na verdade, as correspondências sobreviventes mostram como a marquesa, na ausência do marido, que nos últimos anos esteve ocupado como líder da Sereníssima, geriu todos os assuntos do Estado, especialmente os financeiros.
João Francisco tinha plena consciência do valor da sua esposa; entre as numerosas cartas endereçadas a Paula, não são raras as palavras como as que encontramos no final de uma carta de 1437, na qual o marquês concluiu uma longa série de instruções políticas com a seguinte admissão: "que te tratando mal todos os dias como nós, você tão intensamente estudou para fazer algo para ser grato e gostar continuamente, por isso passamos a ser superados por você com gratidão."

### Questões familiares
Em 1423, João Francisco e Paula conseguiram convencer o humanista, Vittorino da Feltre, conhecido como Rambaldoni, a se mudar para Mântua para cuidar da educação dos filhos do casal. A escola, conhecida como Ca'Zoiosa ou Casa Gioisa, também recebia outros jovens privilegiados ou talentosos. Graças ao apoio de Paula e João Francisco, Rambaldoni foi capaz de elaborar e executar uma educação que faz da sua escola uma das mais criativas da Itália durante o Renascimento.

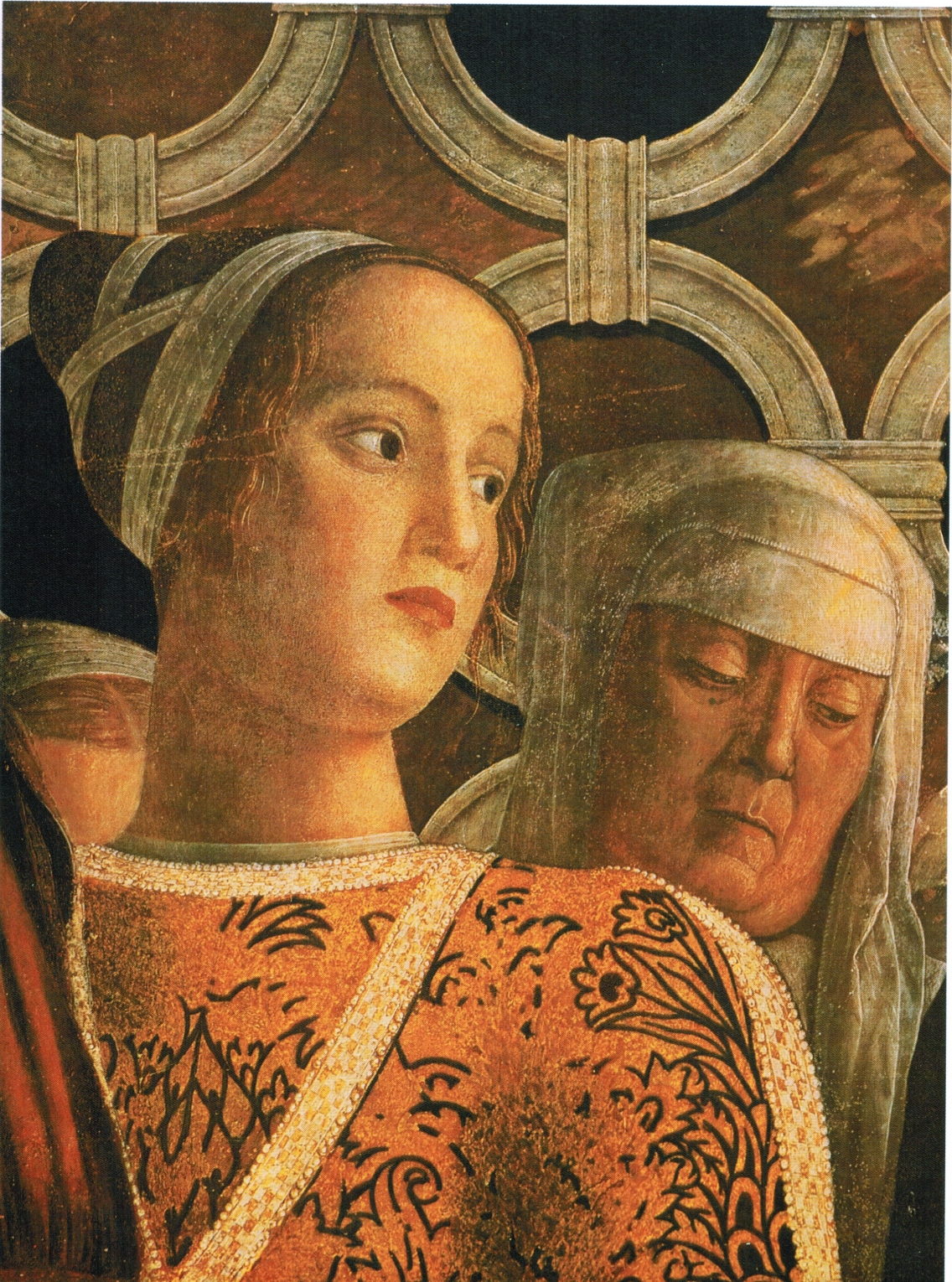
Detalhe de Paula e Bárbara, sua nora, na pintura conhecida como Camera degli Sposi por Andrea Mantegna.

As relações entre o humanista e Paula eram próximas e cotidianas, como demonstram as poucas cartas restantes de Rambaldoni. Em pelo menos duas ocasiões, a marquesa e a educadora se encontraram lado a lado na defesa dos pequenos filhos Gonzaga durante amargos confrontos com o pai. Em 1436, a transição do filho mais velho, Ludovico, da frente veneziana para o lado milanês - uma transição que aparentemente ocorreu sem o conhecimento de João Francisco, então capitão-geral da Sereníssima - causou uma ruptura decisiva na relação entre pai e filho. Os dois só consertaram essa fratura, em 1440, graças ao trabalho de mediação de Puola e Rambaldoni. Nesse período, enquanto Ludovico estava banido de Mântua, por carta de Federico de Hohenzollern dirigida a ela, sabe-se que Paula não deixou de demonstrar seu carinho pela jovem nora, Bárbara de Brandemburgo (que também foi educada por Rambaldoni), ostensivamente preferida na corte de Mântua por seu sogro, Rengarda Manfredi, esposa de seu segundo filho, Carlos, que naqueles anos se tornara herdeiro do marquesado em lugar de Ludovico por testamento de seu pai.

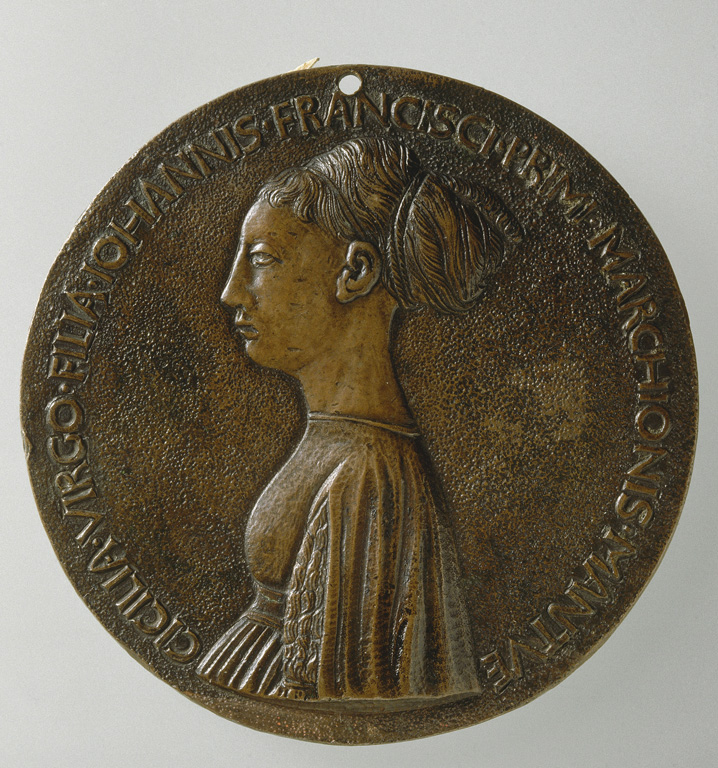
Medalha de Cecília Gonzaga produzida por Pisanello, de 1457.

Uma questão igualmente amarga surgiu no seio da família Gonzaga quando a última filha nascida, Cecília, criada na escola de Rambaldoni, recusou-se a contrair o casamento combinado com Oddantonio II de Montefeltro, futuro senhor de Urbino, escolhendo se tornar freira. Paula defendeu vigorosamente a escolha da filha, apoiada por Vittorino; o casamento não se realizou, mas Cecília teve que esperar a morte do pai, em 1444, para finalmente fazer os votos no mosteiro das Clarissas fundado pela mãe. Cecília havia sido ensinada por Vittorino ao lado dos irmãos, e por isso, falava latim e grego, além de conhecer as obras espirituais de João Crisóstomo, arcebispo de Constantinopla do Império Bizantino. Paula, que tinha uma reputação de estudiosa, foi elogiada pelas pessoas da época por ter orquestrado a educação humanista da filha.
Os acontecimentos dos familiares Malatesta, em particular as vicissitudes de Galeácio, senhor de Pésaro, estiveram muito presentes para a marquesa de Mântua , durante os anos de 1432 a 1433. Dentre as cartas trocadas com a sua cunhada, Batista, e os seus irmãos, emerge que Paula participou com profunda preocupação nos acontecimentos que levaram Galeácio, Carlos e Pandolfo a perderem o controle de Pésaro entre 1431 e 1445, ano em que Galeácio abdicou definitivamente dos seus direitos sobre Pésaro em favor de Alexandre Sforza, ambos tentando fortalecer a posição do irmãos, apanhados num vício entre os seus parentes, os senhores de Rimini e os condes de Montefeltro, ambos os sustentando com o seu próprio dinheiro. Os interesses do netos de Paula, Isabel, senhora de Camerino, e Cosme (aluno de Vittorino da Feltre) e Jacó de Ludovico Improvementti, senhor de Fermo, eram tão importantes para ela que ela se tornou, em alguns casos, a guardiã direta, como em em relação à herança do bispo Pandolfo, irmão de Paula, falecido em 1441.

### Últimos anos e morte
Com a morte do marido, João Francisco, em setembro de 1444, Paula retirou-se para uma casa adjacente ao convento Corpus Christi, onde sua filha Cecília havia tirado o véu. A marquesa viúva recebia uma mesada mensal do filho, o novo marquês Ludovico, a qual lhe permitia viver com uma certa autonomia, e com decoro adequado ao seu estatuto.
Com a saúde sempre precária (desde 1416 frequentava os banhos de Petriolo: a tradição atribui a Paula a malformação da coluna vertebral, então hereditária na família), aconselhou-a a ir também aos banhos. Na primavera de 1452, da estação termal de Santa Maria, a marquesa viúva pediu ao mestre-receita, Filippino Grossi, que lhe enviasse 25 ducados de sua provisão mensal. Esta é a última notícia direta que temos sobre ela. Não é conhecida, com certeza, a data exata de sua morte, mas, do inventário dos bens encontrados na sua casa, elaborado em 15 de julho de 1453, deduz-se que terá falecido no primeiros meses de 1453.  Ela foi sepultada no mosteiro de Santa Paula, vestida com hábito religioso, de acordo com o seu desejo. 
No martirológio franciscano, ela foi declarada beata.

## Personalidade, finanças, religião e mecenato
A marquesa era conhecida como uma mulher piedosa, digna e perspicaz, tendo tido um papel importante na corte de Mântua. Ela inclusive encorajou a cultura da corte ao convencer o marido a trazer o humanista Vittorino da Feltre para ensinar os seus filhos.

### Administração financeira
Os registos de receitas e despesas de Paula, preservados durante um número considerável de anos (de 1414 a 1438, com algumas interrupções), testemunham a sua atividade como senhora de Mântua: desde as despesas com a construção da igreja de Santa Paula até às esmolas diárias, os salários dos seus cortesãos, as despesas decorrentes da manutenção de relações vitais e contínuas com uma rede muito vasta de familiares e parentes, e os vestígios contabilísticos, contam-nos a história de uma gestão calibrada e cuidada de recursos que não são ilimitados, mas raramente reduzidos (nisto Paula revelou-se uma administradora mais prudente que o marido). Evidência de sua administração cuidadosa de recursos financeiros é vista na renda anual da marquesa para o período de 1427 a 1436, que era de 140 a 283 vezes a renda anual média da época. Esse valor, traduzido para o período de 2015 a 2019, correspondia de 3.6 a 5 milhões de euros em valores atuais. 
Paula também empregava um grande volume de servos; no início do século XV, possuía de 20 a 40 servos, e mais tarde, na década de 1430, a quantidade aumentou para 60 pessoas, quando a corte dela incorporou a comitiva de sua nora, Bárbara de Brandemburgo. Isso não era incomum, pois outras nobres italianas que viveram no mesmo século tiveram uma quantidade semelhante de servos, como no caso de Leonor de Nápoles, Duquesa de Ferrara e de Lucrécia Bórgia.

### Mecenato religioso
A pedido do sacerdote católico, Bernardino de Siena, que a visitou em 1418, e graças ao efeito que teve na mente da devota mulher, Paula construiu a Igreja de Corpus Christi e Santa Paula, com um convento anexo, em Mântua, por volta de 1420, para abrigar as freiras da Ordem de Santa Clara. Foi nesse convento em que ela se retirou após a morte do marido, em 1444.
As relações dos Gonzagas com os mais altos poderes eclesiásticos, os pontífices, e as visitas destes últimos à cidade virgiliana (Papa João XXIII ali passou entre janeiro e fevereiro de 1414, e Martinho V ali parou entre novembro de 1418 e fevereiro de 1419), bem como os estreitos laços entre a dinastia e a Ordem Franciscana, facilitaram a expressão da devoção de Paula, que apoiou com entusiasmo a reforma da Observância, introduzindo-a em todas as casas da Ordem Franciscana de Mântua.
Em meados de maio de 1418, celebrou-se em Mântua, no convento de São Francisco, o capítulo geral dos Frades Menores: nessa ocasião Paula teve a oportunidade de conhecer Bernardino da Siena, com quem manteve relações duradouras e significativas e cuja influência se deveu ao desejo da marquesa de instalar as freiras da Ordem de Santa Clara no convento feminino de Corpus Christi. Assim, por volta de 1420, foi construída a Igreja de Santa Paula, com um convento anexo.
Durante a estada de Martinho V em Mântua, Paula obteve do pontífice seis bulas que provavelmente diziam respeito à introdução das Clarissas: ao lado do convento de Corpus Christi, Paula queria que fosse construída nestes anos uma igreja dedicada à santa Paula Romana, com cujo nome o próprio mosteiro foi por vezes identificado mais tarde, sob a direção espiritual dos Observantes. Para tal, ela transformou uma casa existente (estabelecida pelos Malatesta em 1416), com a ajuda do recentemente reformado Mosteiro Urbanista Milanês de Santa Úrsula. A primeira abadessa do mosteiro foi a freira de Milão, Francheschina Guiana. Ao contrário dos outros dois mosteiros em Mântua, o novo mosteiro de Corpus Domini de Paula, não aceitava doações, mas dependia dos aprovisionamentos recolhidos por sua fundadora.
Além de ter fundado o convento em 1416, e ter conseguido do Papa Martinho V a permissão para as freiras seguirem a Regra Observante, em 1420, ela ainda usou o seu poder para mudar a rota da procissão de Corpus Christi, de modo que a parada acontecesse na igreja.
Em 1420, Bernardino da Siena regressou a Mântua a pedido da senhora de Mântua para pregar durante a Quaresma: as palavras do santo e a emoção que despertou toda a comunidade da cidade foram responsáveis, segundo a tradição, por mais oito bulas pontifícias obtidas por Paula para a fundação de 3 mosteiros de Clarissas e 4 observantes nas dioceses de Mântua, Milão, Placência ou em outro lugar à vontade, e para a transferência de alguns mosteiros urbanos ou suburbanos conhecidos, como Santo Espírito e Santa Maria da Graça, para a Observância Franciscana.
As irmãs religiosas provenientes do convento da marquesa de Mântua dali partiam para para reformar ou popular novos conventos em L'Aquila, Ferrara, Pádua, Parma, Régio da Emília, Treviso, Veneza e Verona. Por exemplo, o convento de Corpus Christi em Ferrara foi fundado, em 1431, através da influência que Paula tinha sob Verde di Pio da Carpi, uma mulher nobre exilada de Ímola, que vivia na corte da Casa de Este.

### Mecenato cultural
Não apenas a marquesa era responsável pelo mecenato cultura da corte, mas também outras pessoas que a serviam. Um registro intrigante de Paula, estudado por Evelyn Welch, sugere que as companheiras femininas dela na corte também tinham um papel a desempenhar na produção de manuscritos: uma dama da corte (ou "domicella") da marquesa recebia a quantia de 12 soldos no ano de 1417 pela tarefa de "pro faciendo impaginari unum librum". O sentido de "impaginari" aqui é incerto: é provável que apenas signifique escrever o livro, ou, mais tecnicamente, talvez se refira ao tipo de linhas das páginas, ou à divisão do texto entre as páginas. De qualquer forma, era uma tarefa claramente importante, já que 12 soldos equivalia a mais da metade de 1 lira que a marquesa pagava às suas damas de companhia, além das moradias delas.
O mais comum, contudo, era que senhoras da corte subcontratassem trabalho de escrivão especializado de fora. Por exemplo, em 1418, Paula comprou um missal por uma quantia considerável, de Giacomo Galopini, um sacerdote que também era iluminador e encadernador de livros, e também pagou Galopini para a decoração e encadernação, e para escrever acréscimos à obra. A soma era aproximadamente equivalente à 2.5 ducados.
Paula também patrocinava a produção de tapeçarias. Em 1420, ela pagou 15 liras para um tecelão conhecido como maestro Nicolas de Francia para trabalhar em "equipamentos" para a nobre. Cerca de seis meses depois, materiais e ferramentas foram compradas para o maestro tecer uma faixa, a qual provavelmente seria usada para terminar a confecção de uma tapeçaria de Paula. Após sua partida de Mântua, ele foi sucedido, em 1421, por Maria de Bonina, talvez originária da Bolonha ou de alguma cidade no norte. Maria aparece nos registros dos Gonzaga em 1422, tendo sido providenciados para a artesã novelos de lã tingidos e ferramentas de trabalho, assim, ela trabalhou nas tapeçarias de Paula, e também em sua restauração.

## Legado
Giuseppe Betussi, em sua tradução de De mulieribus claris, uma coleção de biografias femininas escrita por Giovanni Boccaccio, celebrou mulheres contemporâneas ao incluir suas biografias junto às de mulheres exemplares da Antiguidade ou do Velho Testamento. Paula Malatesta, Batista de Montefeltro, Ginevra Sforza, Isabel de Chiaramonte e Leonor de Nápoles, Duquesa de Ferrara foram elogiadas por virtudes tais como Força, Justiça, Prudência, Coragem, Sabedoria, Clemência, Magnanimidade, Generosidade do mecenato - virtudes as quais eram condizentes com um soberano - e também por qualidades mais tradicionalmente femininas tais como Piedade, Paciência, Caridade, Beleza, Castidade, Modéstia e Fecundidade.

## Descendência
- Luís III Gonzaga (5 de junho de 1412 – 12 de junho de 1478), sucedeu ao pai como marquês de Mântua em 1444. Foi casado com Bárbara de Brandemburgo, com quem teve quatorze filhos, inclusive uma filha chamada Paula;
- Carlos Gonzaga (1417 – 21 de dezembro de 1456), foi senhor de uma grande quantia de feudos, incuindo Luzzara e Sabioneta. Foi casado com uma parente distante, Lúcia d'Este, (irmã gêmea de Ginevra d'Este, a primeira esposa de Sigismundo Pandolfo Malatesta), filha de Parisina Malatesta. Parisina ficou conhecida por ter tido um relacionamento com o seu enteado ilegítimo, Hugo d'Este, motivo pelo qual foi decapitada pelo marido, Nicolau III d'Este. Carlos teve dois filhos do  segundo casamento com Ringarda Manfredi: Cecília e Uguloto, um militar. Teve mais um filho ilegítimo de uma amante chamada Dionígia, o militar Evangelista Gonzaga, além de mais dois filhos ilegítimos de mãe desconhecida: Gentília e Rafael;
- Margarida Gonzaga (31 de março de 1418 – 7 de julho de 1439), foi casada com Leonel d'Este, outro filho ilegítimo de Nicolau III, com quem teve um filho, Nicolau d'Este, que devido a uma luta pelo poder, foi decapitado;
- Rodolfo Gonzaga (n. e m. 1420);
- João Lúcio Gonzaga (31 de maio de 1421 – 11 de junho de 1448), herdou várias terras após a morte do pai. Não se casou e nem teve filhos;
- Frederico João Gonzaga (n. e m. 1422);
- Cecília Gonzaga (18 de janeiro de 1426 – 3 de novembro de 1451), apesar de ter sido prometida em casamento à Oddantonio II de Montefeltro, preferiu levar uma vida de devoção. Viveu no mosteiro de Santa Lúcia até sua morte;
- Alexandre Gonzaga (26 de agosto de 1427 – 16 de janeiro de 1466), tornou-se o primeiro marquês de Castel Goffredo, Castiglione delle Stiviere e Solferino (todas comunas na província de Mântua), em 1444. Foi casado com Inês de Montefeltro, filha de Guidantonio de Montefeltro e de Catarina Colonna, mas não teve filhos;

Apesar da atribuição de duas freiras como filhas de João Francisco, Lúcia e Leonela, é possível que a mãe delas não fosse Paula.